# Jurensismergel-Formation
- Humph.-Fm. = Humphriesioolith-Formation
- L.Bk-Fm = Liegende Bankkalk-Formation
- H.Bk-Fm = Hangende Bankkalk-Formation
- Zm-Fm = Zementmergel-Formation
- S.-Fm = Solnhofen-Formation
- Rö.-Fm = Rögling-Formation
- U.-Fm = Usseltal-Formation
- Mö.-Fm = Mörnshein-Formation
- N.-Fm = Neuburg-Formation
- R.-Fm = Rennertshofen-Formation

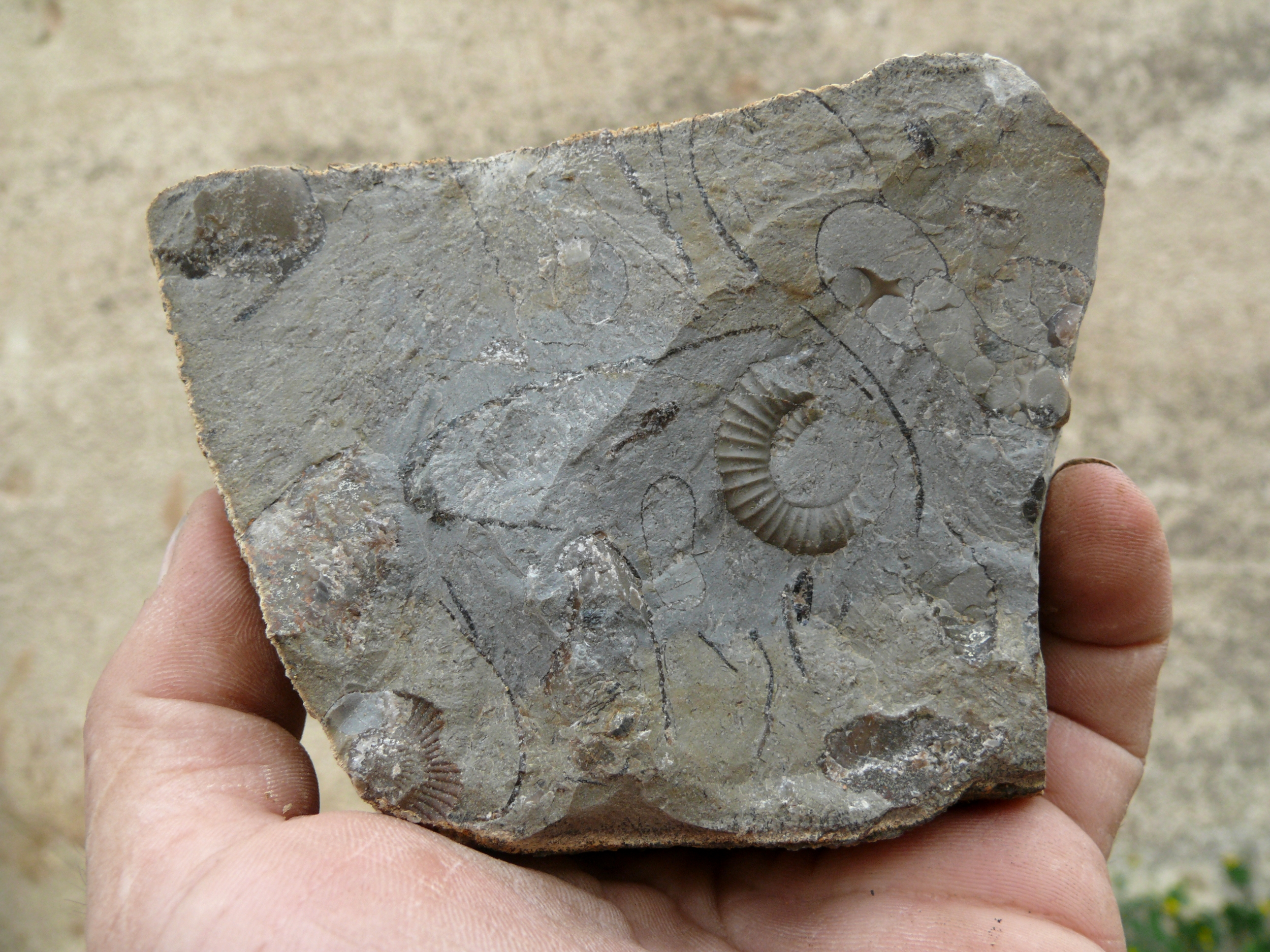
„Hammerstädter Ammonitenseife“

Die Jurensismergel-Formation ist eine lithostratigraphische Formation des Süddeutschen Jura. Sie wird von der Posidonienschiefer-Formation unter- und von der Opalinuston-Formation überlagert. Sie erreicht eine Mächtigkeit bis über 30 m und wird in das Obertoarcium datiert.

## Geschichte
Der Begriff Jurensismergel wurde bereits von F. A. Quenstedt 1843 benutzt. Er setzte sie seiner stratigraphischen Einheit Lias zeta gleich. Seit 2002 wird diese lithologische Einheit auch als Jurensismergel-Formation bezeichnet. Eine Typlokalität, wie sie zur Definition einer lithostratigraphischen Einheit verlangt wird, ist bisher noch nicht festgelegt worden.

## Definition
Die Jurensismergel-Formation ist durch graue, bräunliche, zum Teil auch gelbliche Mergel- und Mergelkalksteine charakterisiert, in die sich knollige Kalke und Kondensationshorizonte („Ammonitenseifen“) einschalten können. Die Mächtigkeit variiert im Gebiet der Schwäbischen Alb sehr stark von 0,6 m bis 13 m. Im Mittleren Oberrheingebiet können sogar bis über 30 m Mächtigkeit erreicht werden. Die Untergrenze ist durch einen Aufarbeitungshorizont definiert; die Grenze zur Posidonienschiefer-Formation ist fast immer erosiv, das heißt, zwischen beiden Formationen ist eine Schichtlücke ausgebildet. Die Schlüsselabkürzung des Landesamtes für Geologie, Rohstoffe und Bergbau (Baden-Württemberg) für die Jurensismergel-Formation in geologischen Karten ist tc2.

## Zeitlicher Umfang und Verbreitungsgebiet
Die Sedimente der Jurensismergel-Formation wurden während des Obertoarcium abgelagert. Die Jurensismergel-Formation umfasst maximal die Ammonitenzonen der Haugia variabilis, des Grammoceras thouarsense, der Dumortieria levesquei und der Pleydellia aalensis. Die Formation ist auf der Schwäbischen Alb, im Albvorland, im Molassebecken, im Kraichgau und im Oberrheingraben verbreitet. Auf der Fränkischen Alb wird sie durch geringmächtige dunkle Tone und Tonmergel ersetzt.

## Untergliederung
Die Jurensismergel-Formation enthält knapp unterhalb der Mitte der Mächtigkeit die sog. „Ammonitenseifen“, Horizonte mit Konzentrationen von Ammonitengehäusen. Sie werden bei Aalen „Hammerstadter Brekzie“ oder bei Boll „Boller Brekzie“ genannt.